# Neudrossenfeld
Neudrossenfeld è un comune tedesco di 3 979 abitanti, situato nel land della Baviera.

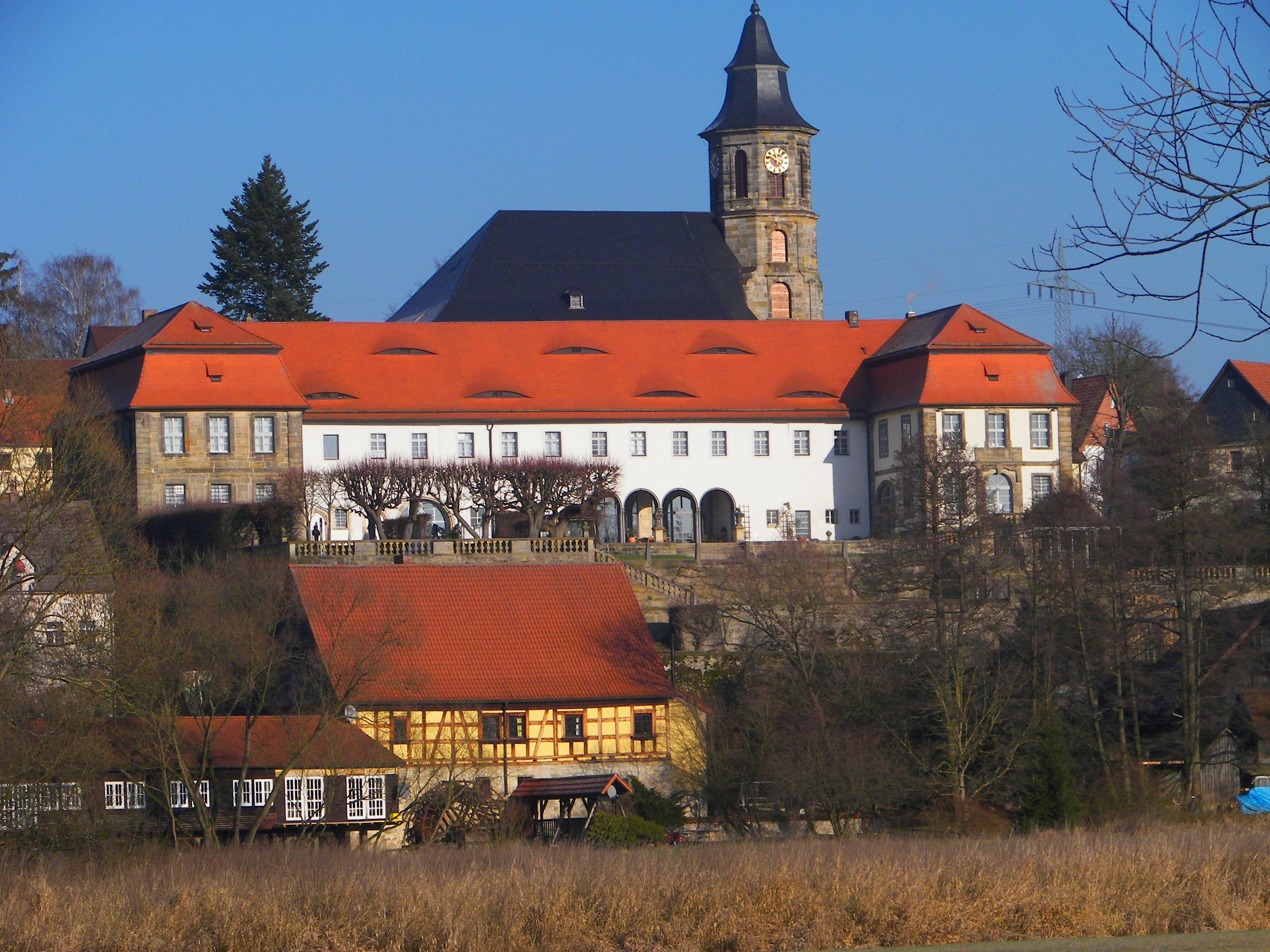
Church, castle and mill

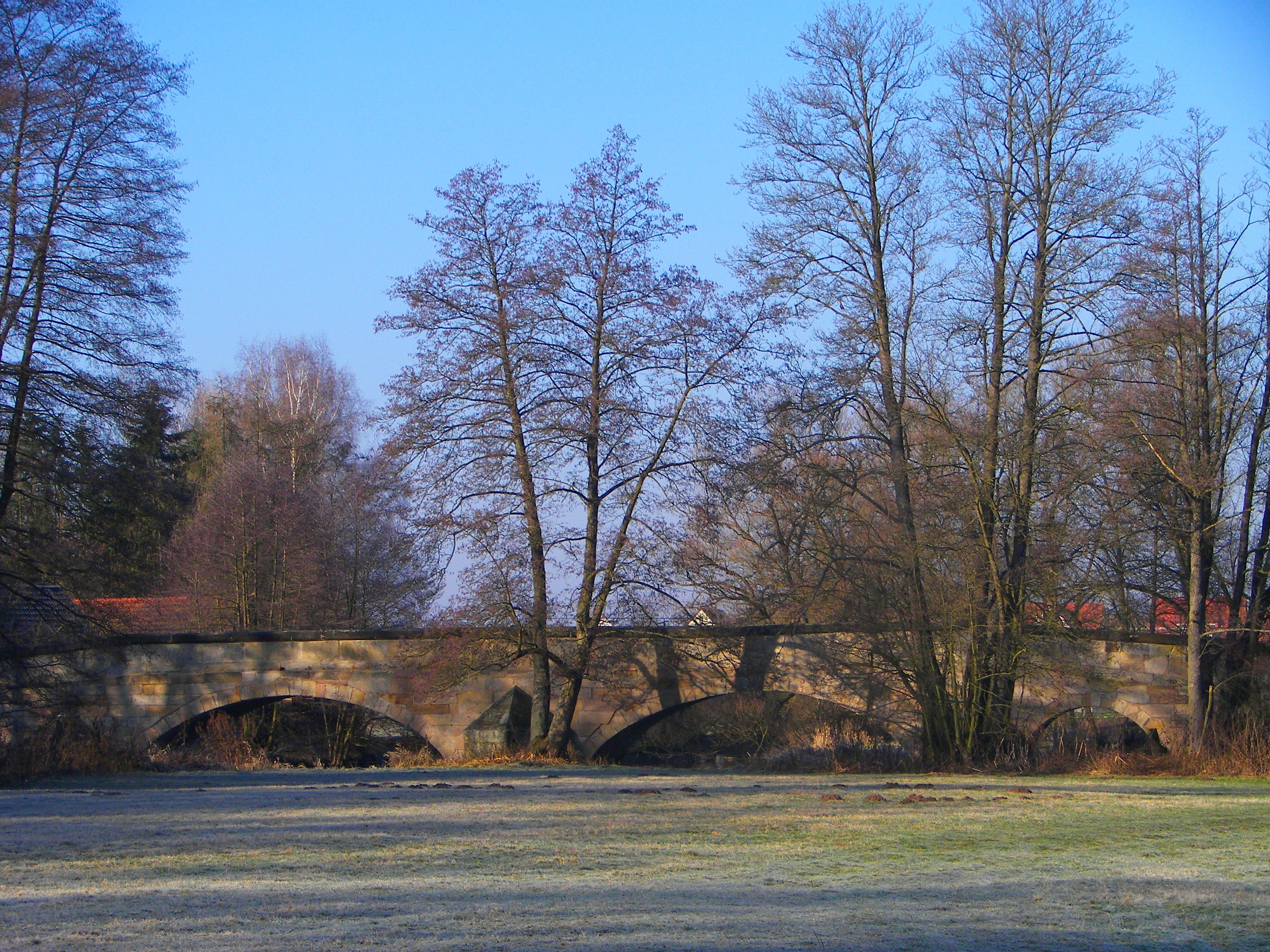
Old bridge over Roter Main river